# Rhabderemia prolifera
Rhabderemia prolifera är en svampdjursart som beskrevs av Annandale 1915. Rhabderemia prolifera ingår i släktet Rhabderemia och familjen Rhabderemiidae. Inga underarter finns listade i Catalogue of Life.